# DocuSign
DocuSign est une société informatique américaine basée à San Francisco créée en 2003, spécialisée dans la signature électronique des documents et la gestion des transactions numériques.

## Histoire
DocuSign a été fondée par Court Lorenzini (CEO), Tom Gonser (CPO - Chief Product Officer - Directeur produit) et Eric Ranft (CTO - Chief Technical Officer - Directeur technique) ; le concept original de la société a été développé par Tom Gonser alors qu’il était toujours impliqué dans la société NetUpdate qu’il a fondé en 1998 et pour laquelle il occupait la position de CEO et de membre actif du comité exécutif.
Au cours de son développement, la société NetUpdate a acquis plusieurs autres sociétés, et notamment la start-up DocuTouch, fondée par Mir Hajmiragha et basée à Seattle. DocuTouch détenait alors des brevets de signature électronique basés sur la technologie cloud, mais ne générait pas de revenus significatifs.
Avec l’appui en interne de Gonser, Lorenzini a négocié l’achat d’une partie des actifs de NetUpdate et c’est ainsi qu’il a pu démarrer DocuSign. Gonser quitta alors le comité exécutif de NetUpdate pour se consacrer à plein temps au développement de DocuSign.
La société a réalisé ses premières ventes en 2005 au moment où zipForm (désormais ziplogix) a intégré la technologie DocuSign au sein de ses formulaires immobiliers dématérialisés.
En juin 2010, DocuSign a ajouté une fonctionnalité d’authentification des utilisateurs compatible pour iPhone, iPad et autres appareils mobiles.
DocuSign a également commencé à référencer son service comme un outil de « gestion des transactions digitales » (DTM) afin de se positionner sur ce nouveau marché. À la fin de l’année 2010, la société détenait 73 % de parts de marché dans le domaine de la signature électronique en mode SaaS avec 80 millions de transactions réalisées. Scale Venture Partners (en) a opéré un tour de table d’investissement de l’ordre de 27 millions de dollars en décembre 2010.
DocuSign a signé un agrément en avril 2012 avec Paypal afin d’autoriser les utilisateurs du service Paypal à intégrer sous la forme d’une transaction unique un paiement avec une signature électronique grâce à la fonctionnalité DocuSign Payment. Des partenariats similaires ont été signés avec salesforce.com et Google drive. 
En 2016, la société DocuSign est positionnée troisième dans la liste du classement des sociétés Forbes Cloud 100.
En janvier 2017, Daniel Springer a été nommé en tant que PDG, en remplacement de Keith Krach. Keith Krach reste quant à lui président du directoire.
En septembre 2022, l'entreprise effectue un plan social portant sur 9 % de ses employés. En février 2023, l'entreprise annonce un nouveau plan social portant sur 10 % de ses effectifs (soit 700 postes). Docusign justifie ces plans de licenciements consécutifs par un ralentissement de l'activité économique.

### Financement
En 2004, DocuSign a levé 4,6 millions de dollars auprès de Frazier Technology Ventures.
Plusieurs levées de fonds supplémentaires ont eu lieu entre 2006 et 2009 pour un montant de 30 millions de dollars, permettant à la société d’acquérir des grands comptes et de réaliser 48 millions de signatures électroniques.
En mai 2015, la société a annoncé qu’elle avait levé 233 millions de dollars grâce à un nouveau tour de table de financement, valorisant l’entreprise à une estimation de 3 milliards de dollars.

## Produits
Les fonctionnalités proposées par DocuSign incluent notamment des services d’authentification, de gestion de l’identité des utilisateurs et d’automatisation des processus. 

## Lien Externe
- site internet